# Tomáš Hrůza
Tomáš Hrůza (* 6. leden 1979) je český multimediální umělec.

## Studium
- 1996–1998 Studium na ISŠ COP, obor mechanik/programátor CNC strojů.
- 1998–2004 FaVU VUT v Brně, atelier VIDEO pod vedením Keiko Sei, Mgr. Richarda Fajnora a Prof. Petera Rónaie.

## Pedagogická činnost
Působil na fakultě výtvarných umění VUT v Brně a na Janáčkově akademii múzických umění v Brně.
Dále působil jako lektor na dílně v Ústavu umění a designu Západočeské univerzity v Plzni a na FAMU v Praze.

## Divadlo
V roce 2001 založil volné sdružení v2atelier, kde realizuje a prezentuje své projekty.
V letech 2003–2010 se pohyboval na mnoha divadelních scénách a podílel se na tvorbě multimediálních a interaktivních projektů.
Spolupracoval na scénických projektech v Národním divadle v Brně, v Moravském divadle v Olomouci, ve Stavovském divadle v Praze, v plzeňském divadle J. K. Tyla, v pražském divadle Komedie. Vytvořil interaktivní videoprojekci k tanečnímu představení na festivalu Smetanova Litomyšl a k baletnímu představení Pán Prstenů v norském Tønsbergu.

## Účast na výstavách
- 2008 – Brno, Rozlišení/Resolution, Galerie Starý pivovar Účast na společné výstavě ateliéru Multimédia, která byla součástí oslav 15. výročí založení FaVU VUT v Brně, vystavena interaktivní zvuková instalace „Pokušení“.
- 2007 – Praha, SPERM 2007 / Here2Here, NoD Roxy Účast na společné výstavě Here2Heare, vystavena interaktivní zvuková instalace s názvem „Je to jedno".
- 2005 – Augsburg, Festival LAB 30, Účast ve skupinové výstavě v rámci festivalu nových médií Vystavena interaktivní zvuková instalace se čtyřmi mlýnky na kávu „ Leinbrock Ideal ver. 0.3“.
- 2005 – Praha, ENTERMULTIMEDIALE 2, Žižkovský vysílač Účast ve skupinové výstavě v rámci festivalu nových médií. Vystavena interaktivní zvuková instalace se čtyřmi mlýnky na kávu „ Leinbrock Ideal ver. 0.3“.
- 2005 – Praha, LEINBROCK IDEAL ver. 0.2 , Školská 28 Samostatná výstava interaktivní zvukové instalace se čtyřmi mlýnky na kávu a softwarem Pure Data.
- 2004 – Krakow AUDIO ART Festival 2004, Bunkier Sztuki Prezentace interaktivní zvukové a obrazové instalace „Záleží na tom..." v rámci doprovodného programu hudebního festivalu.
- 2004 – Praha, Festival Next Wave, NoD Roxy Prezentace interaktivní zvukové a obrazové instalace „Záleží na tom...".
- 2004 – Kolín nad Rýnem, Werre & Co., Galerie Rachel Haferkamp Prezentace interaktivní zvukové instalace „The Table“ v rámci skupinové výstavy Werre & Co.
- 2003 – Praha, H2O / Hladiny, Synagoga, Palmovka Realizace interaktivního zvukového projektu „H2O / Hladiny“ v prostorách synagogy na Palmovce. Společná výstava s kanadským umělcem Michaelem Krondlem.
- 2003 – Budapest, Sziget Festival 2003 Prezentace videa „Talking Head“.
- 2003 – Brno, MULTIMONTEA 2003, Divadlo Labyrint Prezentace interaktivní zvukové a video instalace „Záleží na tom..." na minifestivalu nových médií.
- 2002 – Bratislava, Galerie Buryzone Jednodenní prezentace interaktivního CD-Romu DAUSí.
- 2002 – Osnabrück, EMAF, sekce Student Forum / Action in the Air, 25.04. Prezentace videa „A.N.A.B.Á.Z.E.“.

## Performance
- 2007 – Warszawa, 50. Warzawska jesien 2007 Interaktivní videoprojekce pro operní představení MrTVÁ (M. Dvořáková, I. Medek)
- 2007 – Brno, UCHOKO 05, Skleněná Louka Autorská audiovizuální performance – transformace obrazu na zvuk pomocí obrazové analýzy v reálném čase
- 2007 – Zlín, ANEBO / Zlínský Pes 2007 Live videoprojekce generované kresby pro Michala Mariánka
- 2006 – Praha, ART BIRTHDAY PARTY 2006, NOD Roxy Live videoprojekce generované kresby pro Michala Mariánka
- 2006 – Praha, MINI RÁDIO BURZA – RADIOFONICKÝ BASTLER, Školská 21 Zvukový projekt Radiartor se čtyřmi rádii a počítačem, živá akce.
- 2006 – Wien, WIENER FESTWOCHEN 2006, Club 5 – The insistant Clubscene Live videoprojekce generované kresby pro Ensemble MARIJAN a Michala Mariánka
- 2005 – Zlín, BLIK BLIK TRALALA / Zlínský Pes 2005 Live videoprocessing k laptopové hudbě Michala Mariánka, 01.06.2005
- 2005 – Brno, PUMAPRT, Česko-slovensko-ukrajinské experimentální projekty, Fléda. Premiérová prezentace audiovizuálního minimalistického projektu "dac~ pix stream"
- 2005 – Kassel, PREZENTACE SOUDOBÝCH ČESKÝCH SKLADATELŮ Live videoprojekce generovaných čar k projektu Projekt OT 301, Ensemble MARIJAN
- 2005 – Warszawa, AUDIO ART FESTIVAL 2005 Live videoprojekce generovaných čar k projektu OT301, Ensemble MARIJAN
- 2005 – Kyjev, FESTIVAL NOVÉ HUDBY Live videoprojekce generovaných čar k projektu OT301, Ensemble MARIJAN
- 2005 – Brno, MULTIPLACE 05, u.fonLit, FaVU Live videoprojekce generované animace ke zvukové kompozici Aleše Kiliána a Ladislava Železného.
- 2004 – Berlin, MUTEME & EASTERN ALLIANCE, Lichtturn Oberbaum City Live Processing – manuálně generovaná kresba k hudbě Michala Mariánka
- 2004 – Praha, MUTEME – DELAY TRANZ, NoD Roxy Live Processing – manuálně generovaná kresba k hudbě Michala Mariánka.